# Open Language Tools
Open Language Tools (herramientas de idioma abiertas) es un proyecto Java de Sun Microsystems bajo los términos de la licencia Sun CDDL (una   licencia de software libre incompatible con la GPL).
Las herramientas Open Language Tools están destinados a personas que participan en la traducción de software y la documentación en diferentes idiomas naturales (ingenieros de localización, traductores, etc.). Se basan en formatos de archivo estándar comunes en la industria de localización tales como XLIFF y TMX.
Las Open Language Tools consisten en filtros XLIFF diseñados para convertir distintos formatos de archivo de origen a XLIFF, más el Editor de Traducción XLIFF, que está diseñado para leer y editar archivos de XLIFF. Están escritos en Java y se pueden ejecutar en Windows, Mac OS, Linux o como mucho en aquellos sistemas operativos donde esté instalado Java J2RE (al menos 1.4.2).

## Tipos de archivo admitidos

### Tipos de archivo de documentación
- HTML
- DocBook SGML
- JSP
- XML (genérico - necesita un archivo de configuración para cada tipo XML)
- OpenOffice.org: sxw, sxc, sxi
- Formato de Documento abierto (OD): odw, odc, odi
- Texto

### Tipos de archivos de software
- GNU PO (gettext)
- Msg/tmsg (internacionalización)
- Java .properties
- Java ResourceBundle
- Archivos DTD de recursos de Mozilla